# Рудольф Фульдский
Рудо́льф Фу́льдский (лат. Rudolfus Fuldensis; умер 8 марта 865, Фульда) — восточно-франкский хронист и агиограф, монах-бенедиктинец, один из авторов «Фульдских анналов».

## Биография
Рудольф был монахом Фульдского аббатства и лучшим учеником Рабана Мавра. В 821 году получил сан субдиакона и в 822 году стал преемником Рабана на посту главы монастырской школы. Вместе с Рабаном Мавром был инициатором введения в монастыре бенедиктинских правил. Некоторое время Рудольф провёл при дворе императора Франкского государства Людовика I Благочестивого, став его близким другом. После того как Рабан Мавр в 847 году получил должность архиепископа Майнца, Рудольф последовал за ним и оставался в Майнце, вероятно, до 860 года, после чего возвратился в Фульдский монастырь, где и умер.

## Сочинения
Первое сочинение — «Житие святой Лиобы» (лат. Vita Leobae Abbatissae Biscofesheimensis) — было написано Рудольфом по просьбе Рабана Мавра около 836 года. Оно описывает жизнь сподвижницы святого Бонифация Лиобы (умерла в 782 году), совершённое Рабаном Мавром перенесение её мощей в Петерсберг, а также содержит краткое жизнеописание Рабана Мавра, его заслуг и творений. Этот труд Рудольфа содержит важные исторические и этнологические сведения и является первой известной нам биографией женщины, написанной на территории современной Германии.
В 843—847 годах Рудольф написал сочинение о чудесах, произошедших в Фульдском монастыре при перенесении хранившихся здесь реликвий (лат. Miracula sanctorum in Fuldenses ecclesias translatorum).
Находясь в Майнце, Рудольф Фульдский составил свой главный труд — продолжение Фульдских анналов, начатых Эйнхардом. Написанная Рудольфом часть охватывает 838—863 годы. В отличие от первой (компилятивной) части, анналы Рудольфа являются полностью самостоятельным произведением, описывающим историю всей бывшей империи Людовика I Благочестивого, но отражающим точку зрения и интересы только короля Восточно-Франкского королевства Людовика II Немецкого. Благодаря тому, что анналы велись в Майнце — крупном церковном и политическом центре, автор мог заносить в них многочисленную и достоверную информацию. Когда же Рудольф в 860 году покинул Майнц, объём анналов значительно сократился.
В 863 году Рудольф по просьбе Вальтберта, внука Видукинда, начал писать своё последнее сочинение — «Перенесение мощей святого Александра в Вильдесхаузен в 851 году» (лат. Translatio sancti Alexandri Wildenshusam anno 851). Это очень ценный источник по истории древней Саксонии. Взяв за основу «Германию» Тацита, Рудольф дал здесь, среди прочего, описание языческих верований саксов и процесса их христианизации. Рудольф Фульдский умер, так и не окончив это сочинение. Оно было завершено его учеником Мегенхаром.
Также к сочинениям Рудольфа относится не сохранившаяся до нашего времени книга комментариев на «Евангелие от Иоанна».

### Издания
Все сочинения Рудольфа Фульдского в оригинале изданы в серии Monumenta Germaniae Historica:
- Vita Leobae Abbatissae Biscofesheimensis // MGH. SS. XV.1, 118—131.
- Annales Fuldenses // MGH. Script. in us. schol. Hannover, 1891.
- Translatio sancti Alexandri Wildenshusam anno 851 // MGH. SS. II, 673—681